# Programma (informatica)

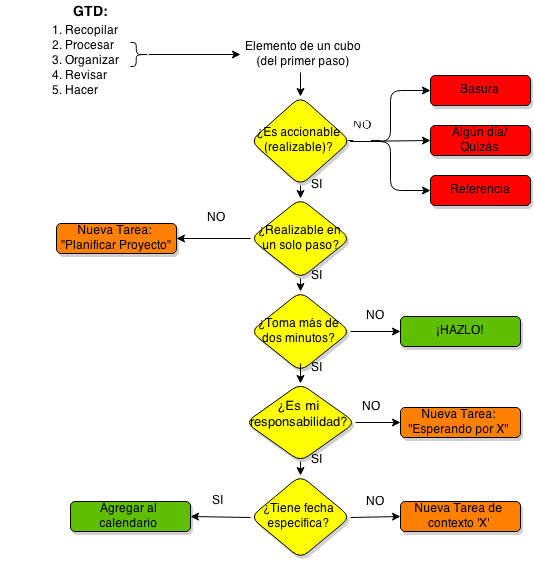
Esempio di diagramma di flusso di un algoritmo di un programma

In informatica, un programma è una sequenza di istruzioni codificate in un linguaggio interpretabile da un elaboratore, espressione di un algoritmo per la risoluzione automatica di una certa classe di problemi.
L'insieme dei programmi presenti su un elaboratore ne forma il software.

## Descrizione

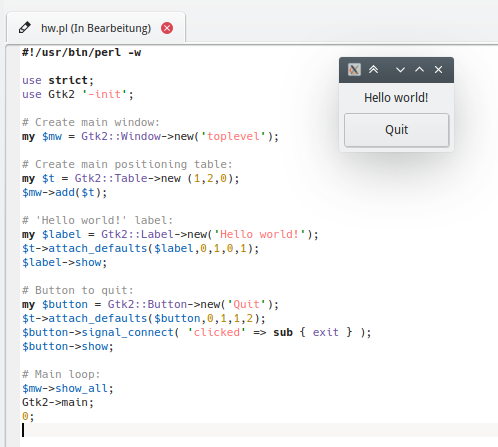
Codice sorgente ed esecuzione di un semplice programma dimostrativo (chiamato "Hello world") scritto in linguaggio Perl

Un programma è un insieme di linee di codice a loro volta costituite da un insieme di istruzioni. Il procedimento deve essere eseguibile attraverso un algoritmo affinché un programmatore possa codificarlo in istruzioni in un linguaggio di programmazione; in questa fase - detta programmazione - viene realizzato il codice sorgente del programma che definisce il suo flusso di esecuzione.
La programmazione del computer (conosciuta anche come sviluppo del software e ingegneria del software) è il processo di scrittura o modifica del codice sorgente. In un ambiente formale, un analista di sistema raccoglie informazioni dai manager su tutti i processi dell'organizzazione da automatizzare. Questo professionista prepara poi un piano dettagliato per il sistema nuovo o modificato. Il piano assomiglia alle planimetrie utilizzate in architettura. Un programmatore di computer è uno specialista responsabile di scrivere o modificare il codice sorgente per implementare il piano dettagliato.
Il termine indica una sequenza logicamente ordinata di comandi, istruzioni e operazioni e differisce dal termine - più generico - di software in quanto un programma è un software che può essere caricato nella memoria RAM per essere eseguito sotto forma di processo, includendo quindi anche quei programmi che girano in background come ad esempio in un sistema operativo in esecuzione come per esempio le librerie. Analogamente, differisce dal termine "applicazione" il quale viene usato normalmente nella prospettiva dell'utente finale per intendere un servizio di cui questi può usufruire, a prescindere dal fatto che questo sia realizzato da un solo programma o da un insieme di programmi - e infatti i programmi operanti su sistemi embedded non sono dunque applicazioni per l'utente ma consentono comunque la funzionalità del dispositivo. In questo caso l'applicazione si compone di un'interfaccia utente e di un nucleo elaborativo. L'espressione "sistema software" è usata poi, di norma, per indicare esplicitamente una collezione di componenti software come programmi, librerie, file e altro, interagenti fra loro.

### Scrittura

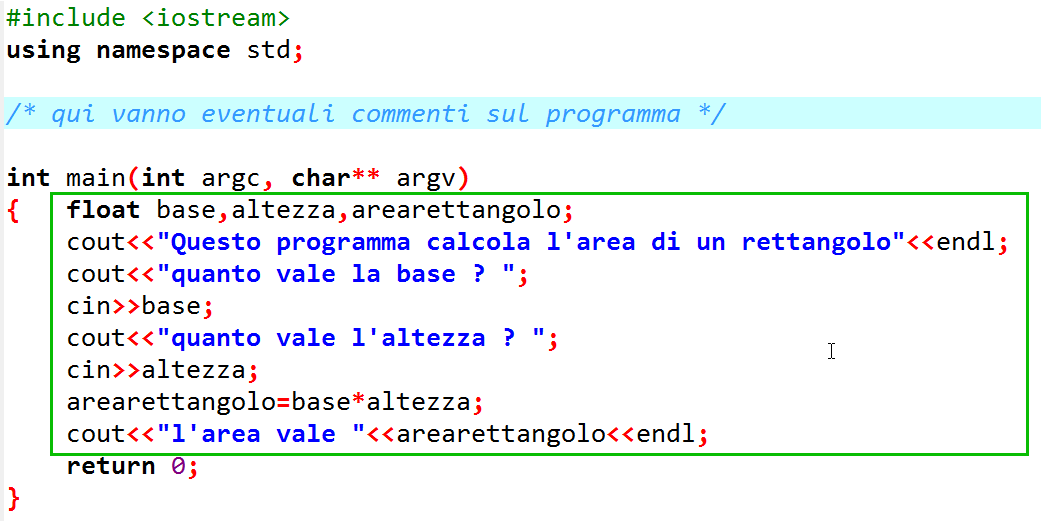
Codice sorgente scritto in C++

Un programma, per essere scritto, deve rispettare la sintassi e la semantica del particolare linguaggio di programmazione scelto. Errori di scrittura vengono poi rilevati e segnalati in fase di compilazione o interpretazione. Il presupposto base per la corretta scrittura e funzionalità del programma, secondo le specifiche desiderate, è anche la corretta elaborazione a monte dell'algoritmo di risoluzione del problema da automatizzare.

### Compilazione/interpretazione e linking

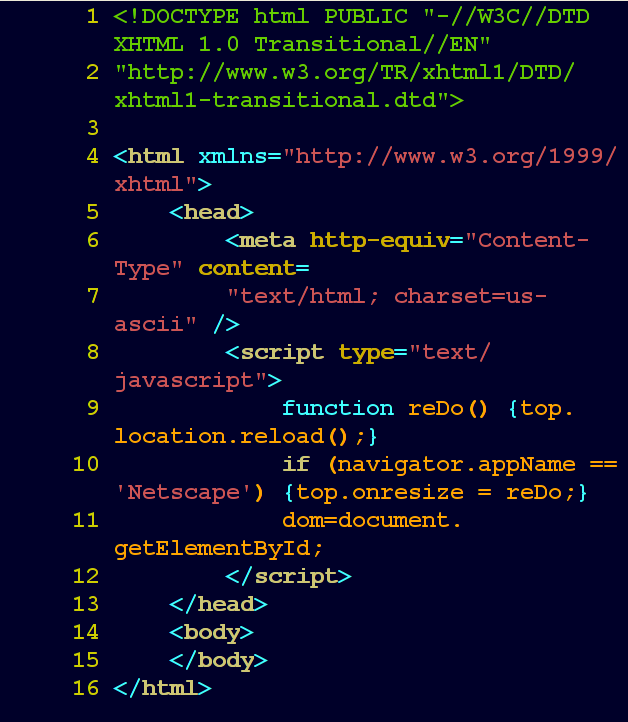
Codice sorgente in HTML e JavaScript

L'esecuzione del codice, una volta precompilato, compilato e/o interpretato, avviene sequenzialmente nel rispetto di selezioni/controlli e iterazioni; spesso inoltre il codice risulta altamente concatenato ovvero il risultato di una certa istruzione (ad es. il valore di una certa variabile) è sfruttato come input o è propedeutico a istruzioni successive secondo la logica del divide et impera.

### Esecuzione

Livello di esecuzione dall'utente all'hardware

Ciclo del processore (fetch-execute)

Un programma scritto in linguaggio assembly o in un linguaggio di programmazione ad alto livello (codice sorgente), può essere eseguito solo compilando il codice sorgente in codice oggetto ovvero traducendolo in linguaggio macchina che darà vita poi al programma eseguibile, oppure servendosi di un interprete.
- Da parte del sistema operativo: Nella maggior parte dei computer moderni, basati sull'architettura di von Neumann, l'esecuzione di un programma binario prevede che, sotto l'attività e il controllo del sistema operativo, il programma stesso sia inizialmente caricato in memoria primaria (es. RAM), tipicamente a partire da una periferica di memoria di massa (o memoria secondaria), come ad esempio un disco rigido. Viene quindi identificato il "punto d'ingresso" (entry point) del programma (cioè la prima istruzione), e il rispettivo indirizzo di memoria viene copiato in un registro del processore detto program counter. A questo punto viene avviato nel processore, da parte dell'Unità di Controllo, un ciclo di fetch-execute che ripetutamente preleva l'istruzione "puntata" dal program counter, incrementa il program counter in modo da farlo puntare all'istruzione successiva, ed esegue l'istruzione caricata sequenzialmente nell'ordine. Si può osservare che il ciclo fetch-execute, per default, comporta dunque l'esecuzione sequenziale delle istruzioni del programma. L'istruzione corrente, tuttavia, può modificare il program counter: questa operazione corrisponde ad un'istruzione di salto goto o ad una di salto condizionato che è il meccanismo fondamentale su cui si basa l'implementazione delle strutture di controllo più evolute da parte di compilatori e interpreti. Un programma in esecuzione è visto dal sistema operativo come un processo o insieme di processi, gestiti attraverso chiamate di sistema, e più programmi/processi possono essere eseguiti contemporaneamente attraverso l'eventuale multitasking offerto dal sistema operativo stesso e gestito dallo scheduler.
- Da parte dell'hardware: Un programma scritto direttamente o convertito in linguaggio macchina può essere eseguito direttamente da un computer (inteso come hardware). L'esecuzione di codice da parte di una macchina hardware nel ciclo di fetch-execute è possibile in virtù della capacità del processore di eseguire una serie di istruzioni base (instruction set), sulla quale il programma è mappato/tradotto a livello di linguaggio macchina, grazie ai circuiti elettronici di base (circuiti integrati) che compongono il processore stesso. Dal punto di vista utente, nei calcolatori moderni questo normalmente avviene grazie all'esercizio, gestione o controllo delle risorse hardware (processore, memoria, ecc...) operata dal sistema operativo che funge da piattaforma software del sistema. L'unica eccezione si verifica al momento dell'accensione del computer, quando viene fatto il boot e viene eseguito il firmware che si occupa di testare l'elettronica e di caricare il sistema operativo. Una volta che il processo di boot ha passato il controllo al sistema operativo, nessun programma può essere eseguito direttamente dall'hardware. Col tempo è divenuto raro che un programma sia adatto all'esecuzione diretta da parte di un computer inteso come solo hardware; di norma, esso richiede una macchina virtuale che comprende l'hardware del computer con l'aggiunta di uno o più livelli di software che contribuiscono a creare l'ambiente di esecuzione adatto per il programma stesso. Gli stessi programmi eseguibili richiedono di norma la presenza di un determinato sistema operativo, di determinate librerie, e così via. Benché le linee generali del funzionamento di una macchina virtuale siano talvolta piuttosto simili a quelle descritte sopra per la macchina di von Neumann, in molti casi esse se ne discostano in maniera sostanziale, introducendo numerosi concetti non presenti in tale architettura (per esempio, lo stack dei record di attivazione). Si può dire che un linguaggio di programmazione è tanto più ad alto livello quanto più la corrispondente macchina virtuale esibisce caratteristiche concettualmente distanti dai meccanismi fondamentali dell'architettura di von Neumann (o, in generale, dell'architettura hardware sottostante).